# もっと 遠くへ…/深呼吸
「もっと 遠くへ…/深呼吸」（もっととおくへ / しんこきゅう）は渡辺美里の楽曲で、2000年5月24日にEPIC・ソニー（現・エピックレコードジャパン）より発売された37枚目のシングル。両A面シングルとなっている。

## 概要
本シングルより、ディスクのサイズが直径12センチのマキシシングルとなる。前年(1999年)はシングルのリリースがなかったため、およそ1年半ぶりのシングルとなった。
「もっと 遠くへ…」は、テレビ東京系列で放送されたテレビドラマ『それぞれの断崖』の主題歌として使用された。作詞、作曲とも渡辺自身が手掛けている。
「深呼吸」は、フジテレビ系列朝の情報番組『めざまし天気』のテーマソングとして使用された。

## 収録曲
1. もっと 遠くへ… (4:47)
作詞・作曲：渡辺美里 / 編曲：有賀啓雄
2. 深呼吸 (6:05)　
作詞：渡辺美里 / 作曲・編曲：石井妥師
3. もっと 遠くへ… (Original Backing Track)
4. 深呼吸 (Original Backing Track)

## 収録アルバム
- 『Love Go Go!!』 ※もっと 遠くへ… (#4)
- 『Love Go Go!!』 ※深呼吸 (#12)
- 『25th Anniversary Misato Watanabe Complete Single Collection〜Song is Beautiful〜』 ※もっと 遠くへ… (Disc.3 #10)